# Tipula (Eumicrotipula) chicana
Tipula (Eumicrotipula) chicana is een tweevleugelige uit de familie langpootmuggen (Tipulidae). De soort komt voor in het Neotropisch gebied.